# Збориште (Брод)
Збориште је насељено мјесто у општини Брод, Република Српска, БиХ. Према прелиминарним подацима пописа становништва 2013. године, у насељу је живио 381 становник.

## Становништво
Према попису становништва из 1991. године, мјесто је имало 854 становника.
| Демографија | Демографија | Демографија |
| Година      | Становника  | Становника  |
| ----------- | ----------- | ----------- |
| 1948.       | 1.037       |             |
| 1953.       | 1.081       |             |
| 1961.       | 1.066       |             |
| 1971.       | 610         |             |
| 1981.       | 929         |             |
| 1991.       | 854         |             |
| 2013.       | 381         |             |